# Brama nr 2 Stoczni Gdańskiej

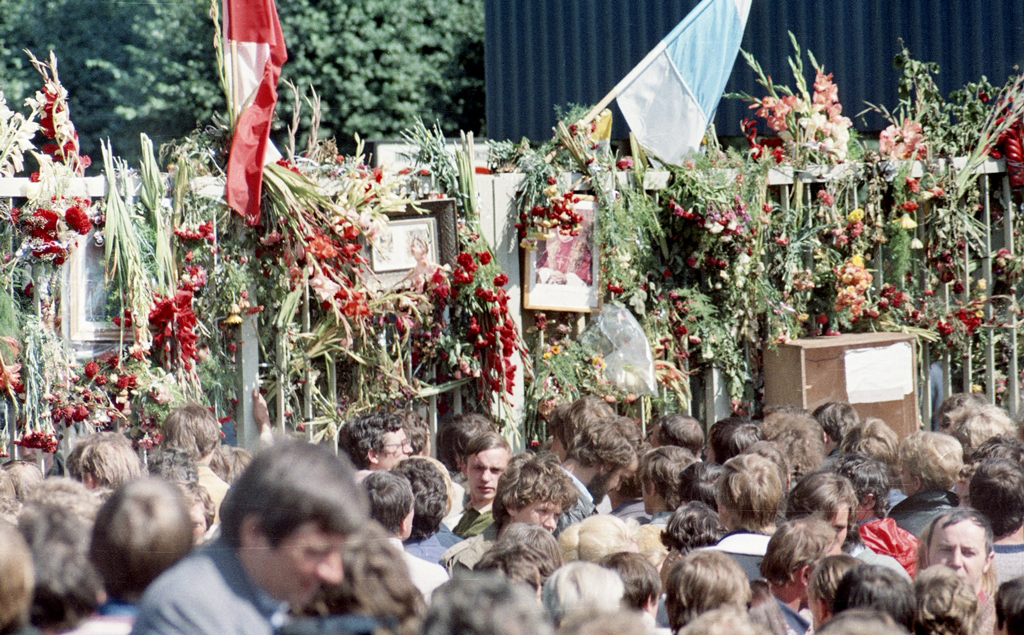
Dekoracje strajkowe na Bramie nr 2 Stoczni Gdańskiej im. Lenina (1980)

Brama nr 2 Stoczni Gdańskiej – jedna z bram prowadzących do Stoczni Gdańskiej. Ze względu na bliskość budynków dyrekcji przedsiębiorstwa oraz dogodne połączenie ze Śródmieściem Gdańska i dworcem kolejowym Gdańsk Główny uznawana za główne wejście na teren zakładu.
W 1999 brama została wpisana do rejestru zabytków województwa pomorskiego pod numerem A-1206, a w 2014 została wyróżniona Znakiem Dziedzictwa Europejskiego w ramach historycznego zespołu obiektów Stoczni Gdańskiej. W 2023 przeprowadzono remont napisu Stocznia Gdańska nad historyczną Bramą nr 2.

## Historia
16 grudnia 1970 strajkujący stoczniowcy opuszczający przez Bramę nr 2 teren stoczni zostali ostrzelani przez oddziały wojska. Zginęły dwie osoby, a jedenaście zostało rannych. Przed powstaniem Pomnika Poległych Stoczniowców brama była pierwszym miejscem pamięci o ofiarach Grudnia. W czasie strajku sierpniowego w 1980 na bramie umieszczono święte obrazy i portret Jana Pawła II, a nad bramą transparent z napisem Proletariusze wszystkich zakładów, łączcie się. 31 sierpnia 1980 z Bramy nr 2 Lech Wałęsa ogłosił zakończenie strajku i podpisanie porozumień gdańskich.